# Ona Munson
Ona Munson, született Owena Elizabeth Wolcott (Portland, Oregon, 1903. június 16. – New York, 1955. február 11.) amerikai színésznő volt, talán a legismertebb alakítása az Elfújta a szélben Belle Watling prostituált szerepe.

## Karrier
Énekes-táncosként kezdte, a No, No, Nanette című darabban szerepelt először. Innentől indult meg Munson rádiós és színpadi karrierje 1930-ban New Yorkban. Ő adta elő először a Broadwayn a You're the Cream in My Coffee című dalt 1927-ben a Hold Everything musicalben.
Első filmszerepe egy Warner Brothers-produkcióban volt 1930-ban. Ona Munson a következő évben megjelent egy zenés komédiában (Hot Heiress), ahol több dalt énekelt Ben Lyonnal. Játszott még a Broadmindedben és a Five Star Finalban. Ezek után kis időre visszavonult, majd 1938-ban tért vissza újra a képernyőre.
David O. Selznick az Elfújta a szél szereposztásakor bejelentette, hogy Mae Westnek szánja Belle szerepét, de ez csak a filmet övező reklámhadjárat része volt. Tallulah Bankhead visszautasította a szerepet, mert túl jelentéktelennek tartotta. A szeplős, alacsony Munson az érzéki Belle ellentéte volt, a szerepet színészi képességeinek köszönhette és mély, rekedtes hangjának, ami szexualitást és világiasságot hordozott magában. Az Elfújta a szél után karrierje stagnált, élete hátralévő részében beskatulyázták Munsont a Belle-hez hasonló szerepkörbe.
Csillagot kapott a Hollywood Walk of Fame-en.

## Magánélet
Munson háromszor volt házas. Első férje Edward Buzzell színész és rendező volt, 1927-ben házasodtak össze. Következő férjéhez, Stewart McDonaldhoz 1941-ben, Eugene Berman tervezőhöz 1949-ben ment feleségül. Ezen kívül kapcsolata volt Marlene Dietrich német származású színésznővel is. 51 éves korában öngyilkosságot követett el barbiturát-túladagolással. Búcsúlevele mellette volt: „Ez az egyetlen út, hogy újra szabad legyek. Kérlek, ne kövessetek”.

## További információ
- Ona Munson a PORT.hu-n (magyarul)
- Ona Munson az Internetes Szinkronadatbázisban (magyarul)
- Ona Munson az Internet Movie Database-ben (angolul)
- Ona Munson a Rotten Tomatoeson (angolul)